# Otilian Neagoe
Otilian Neagoe (n. 27 iunie 1950, Moțăței, Dolj)  este un fost senator român în legislatura 2004-2008 ales în județul Brașov pe listele partidului PSD. Senatorul Otilian Neagoe a demisionat din Senat pe data de 30 iunie 2008 și a fost înlocuit de senatorul Mihai Mohaci. În cadrul activității sale parlamentare, Otilian Neagoe a fost membru în grupurile parlamentare de prietenie cu Republica Orientală a Uruguayului, Ucraina și Statul Israel. Otilian Neagoe a înregistrat 178 de luări de cuvânt și a inițiat 17 proipuneri legislative, din care 1 a fost promulgată lege. 
Din mai 2009, Otilian Neagoe este vicepreședinte, secretar-de stat la Consiliul Concurenței.